# Artamus insignis
Artamus insignis là một loài chim trong họ Artamidae.